# Nyssocuneus heyrovskyi
Nyssocuneus heyrovskyi là một loài bọ cánh cứng trong họ Cerambycidae.